# Kültəpə
Kültəpə è un comune dell'Azerbaigian situato nel distretto di Babək.